# Mabel, Fatty and the Law
Mabel, Fatty and the Law er en amerikansk stumfilm fra 1915 af Fatty Arbuckle.

## Medvirkende
- Mabel Normand.
- Roscoe Arbuckle som Fatty.
- Harry Gribbon.
- Minta Durfee.